# Curtuteria australis
Curtuteria australis är en plattmaskart som beskrevs av Allison 1979. Curtuteria australis ingår i släktet Curtuteria och familjen Echinostomatidae. Inga underarter finns listade i Catalogue of Life.